# Nemipterus aurifilum
Nemipterus aurifilum är en fiskart som först beskrevs av Ogilby, 1910.  Nemipterus aurifilum ingår i släktet Nemipterus och familjen Nemipteridae. Inga underarter finns listade i Catalogue of Life.